# Panorama do mercado de produto

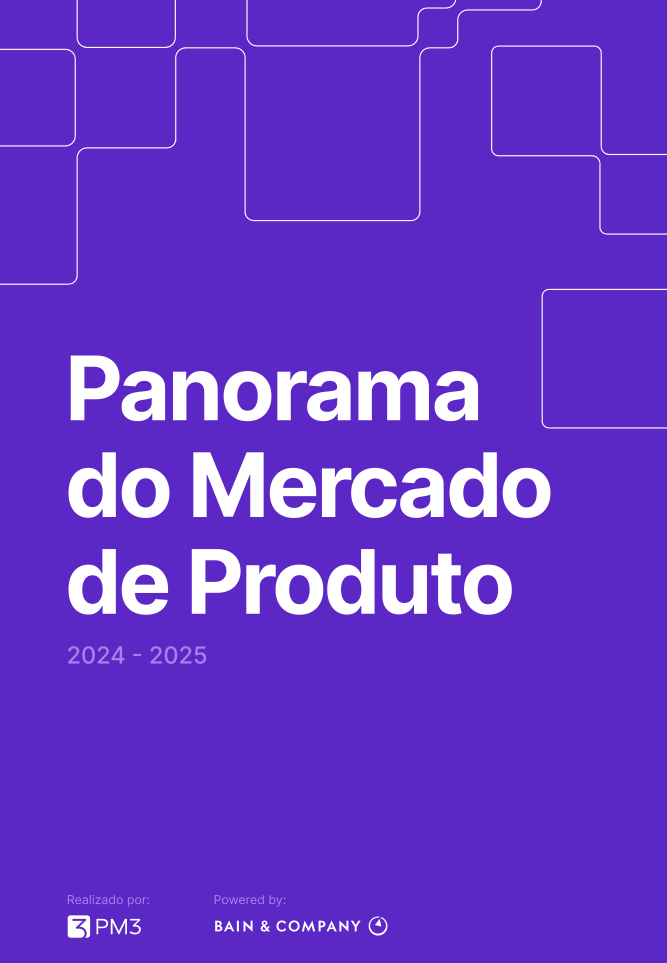
Capa do Panorama do Mercado de Produto da edição 2024-2025

O Panorama do Mercado de Produto é uma pesquisa anual conduzida pela PM3, escola brasileira especializada em educação para profissionais de produto digital. O relatório mapeia o perfil, os desafios e as tendências da área de Product management (Gestão de Produtos Digitais) no país, sendo considerado uma das principais fontes de informação sobre o setor. A edição mais recente é de 2024–2025.

## Histórico
O Panorama surgiu com o objetivo de preencher uma lacuna de dados sobre o ecossistema de Produto no Brasil. Sua primeira edição da pesquisa foi publicada em 2020 e foi Inspirado em relatórios internacionais, como o Product Management Festival Salary Report e o Mind the Product State of Product Management, o estudo brasileiro adotou uma abordagem local para compreender as nuances da profissão em um mercado emergente.
Com o passar dos anos, o Panorama tornou-se uma ferramenta importante para benchmarking de salários, identificação de tendências e compreensão da maturidade de produto nas organizações brasileiras.

## Objetivo
A pesquisa tem como objetivo fornecer um retrato atualizado e confiável do ecossistema de Produto digital no país. Seus resultados são amplamente utilizados por profissionais, empresas e educadores para entender tendências, práticas de mercado, níveis salariais e estruturação dos times de produto.

## Metodologia
A metodologia é realizada por meio de um formulário online anônimo com perguntas agrupadas em diferentes contextos profissionais e que passam por processos de higienização, cruzamento e análise conduzidos pela área de Advanced Analytics da consultoria Bain & Company, parceira estratégica da pesquisa.
- A metodologia buscou garantir pluralidade e diversidade de perspectivas, abrangendo não apenas Product Manager e Product Owners, mas também profissionais de Product Marketing Manager, UX Design, Agilidade, Desenvolvimento e lideranças como CPOs e VPs de Produto.

O relatório é tradicionalmente lançado no segundo semestre, com o objetivo de embasar decisões estratégicas e antecipar tendências para o ano seguinte.

## Principais indicadores
A edição mais atual do Panorama do Mercado de Produto trouxe insights atualizados sobre salários, modelos de trabalho, ferramentas, formação e diversidade na área de Produtos Digitais no Brasil.

### Remuneração e carreira
- O salário médio de Product Managers foi de R$ 12.075,20, uma queda de 9,2% em relação ao valor registrado em 2023 (R$ 13.295,11).[2] É a primeira retração desde o início da série histórica, em 2020.[3][4]
- Em empresas de menor porte, 32,5% têm a proporção de 1 PM para 5 desenvolvedores. Já 30,9% afirmaram não contar com um Product Manager em suas equipes.[5]

### Modelo de trabalho
- A maior parte dos profissionais atua em modelo híbrido (41%), seguido por remoto (37%) e presencial (22%).
- No Nordeste, o trabalho remoto caiu de 64,6% para 55,8%, indicando um retrocesso na descentralização de vagas com melhores salários e benefícios.

### Diversidade e inclusão
- Mulheres ocupam 39% das posições de liderança em Produto.
- 41,6% das mulheres cis acreditam que sua identidade de gênero impacta negativamente sua trajetória profissional.
- 25% dos profissionais que não se identificam como homem cis ou mulher cis também relatam experiências de discriminação.
- 26,8% dos respondentes pretos ou pardos afirmam sofrer prejuízos na carreira por conta de sua raça.

### Habilidades e formação
- 34% dos profissionais acreditam que Inteligência Artificial será a principal competência a ser desenvolvida nos próximos dois anos.
- 62% dos respondentes não possuem formação acadêmica específica na área de Produto.[6]
- 74% afirmam ter realizado cursos livres como principal forma de capacitação.

### Satisfação e maturidade
- 80% dos profissionais satisfeitos com seu trabalho atual não estão buscando novas oportunidades.
- 35% se declaram completamente indispostos a trocar de emprego.
- Por outro lado, 19% apontam a baixa maturidade da área de Produto como o principal motivo de insatisfação com a empresa atual.[7]

### Product Marketing
- A presença de Product Marketing Managers (PMMs) mais que triplicou nas empresas com 10+ pessoas em Produto — de 3% para quase 10%.
- Posicionamento e mensagem seguem como as principais responsabilidades dos PMMs, mas 8,9% já atuam com Inteligência de Mercado.
- 85% dos cargos de Product Marketing e Product Design são contratados via CLT — percentual superior ao observado em qualquer senioridade de Product Management.

## Participação da comunidade
A construção da pesquisa é colaborativa e envolve apoio de empresas e profissionais da área de Product management. As análises costumam incluir comparativos por ano, insights específicos por tipo de empresa, faixa salarial e tempo de atuação na área.

## Edições publicadas
- 2020-2021
- 2021-2022
- 2022-2023
- 2023-2024
- 2024-2025